# Shapist
Shapist est un jeu vidéo de puzzle développé par Dmitry Kurilchenko et Takemura Ori, édité par Qixen-P Design, sorti en 2014 sur iOS.

## Système de jeu
Shapist propose 50 puzzles dans lequel le joueur doit libérer un espace en faisant glisser des blocs à l'aide du doigt. Le jeu intègre des blocs spéciaux qui modifient le gameplay : aimants, ressorts, pièces tournant sur elles-mêmes, etc.

## Accueil
- Canard PC : 8/10[1]
- Pocket Gamer : 7/10[2]